# Cinética química
A cinética química é a área da físico-química que estuda a velocidade das reações químicas e os fatores que a influenciam.
Na físico-química, duas questões são primordiais: a questão termodinâmica, que avalia se um fenômeno químico pode ou não ocorrer por meio da energia livre de Gibbs; e a questão cinética, em quanto tempo ocorrerá. Ambos os estudos podem ser considerados complementares um ao outro, e muito importantes quando se refere à estabilidade de um determinado composto, tendo-se a ressalva de que a cinética se preocupa grandemente com o fator tempo. O estudo cinético de uma reação pode ser dividido em duas categorias: (1) a determinação experimental da velocidade de uma reação e sua dependência com os parâmetros que a influenciam, e (2) a descrição do mecanismo de reação pelo qual se descreve todas as etapas para a formação do produto.
Cinética química inclui investigações de como diferentes condições experimentais podem influir a velocidade de uma reação química e informações de rendimento sobre o mecanismo de reação e estados de transição, assim como a construção de modelos matemáticos que possam descrever as características de uma reação química.
A velocidade da reação recebe geralmente o nome de taxa de reação. A taxa de reação está relacionada com: as concentrações dos reagentes e seu estado particular (estado físico, estado nascente dos gases, estado cristalino ou amorfo dos sólidos),o fato dos reagentes estarem ou não em solução (neste caso a natureza do solvente irá influir na velocidade da reação), a temperatura, a eletricidade, a luz, a pressão, a presença de catalisadores e dos produtos de reação.

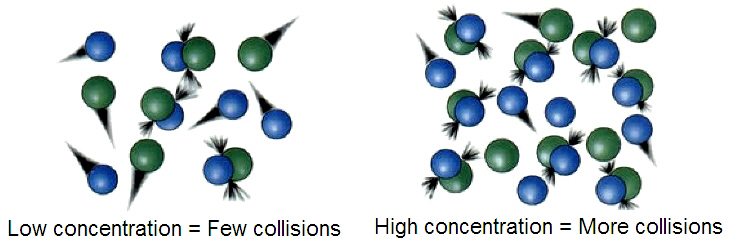
Teoria das colisões: a velocidade de reação aumenta proporcionalmente à concentração dos reagentes

Sua importância é muito ampla, já que se relaciona com temas como, por exemplo, a rapidez com que um medicamento atua no organismo ou com problemas industriais, tais como a  descoberta de catalisadores para acelerar a síntese de algum novo produto.
Em 1864, Peter Waage e Cato Guldberg tornaram-se os pioneiros no desenvolvimento da cinética química pela formulação da lei de ação das massas, a qual estabelece que a velocidade de reação é proporcional a quantidade de substâncias reagentes.

## Taxa de reação
A cinética química principia com a determinação experimental das taxas de reação das quais as equações cinéticas de reações químicas (ou mais simplesmente, "lei de velocidade ou taxa") e a constantes de velocidade são derivados. Leis de taxa relativamente simples existem para reações de ordem zero (no qual as taxas de reação são independentes da concentração), reações de primeira ordem, e reações de segunda ordem, e podem ser derivado para outras.
Em reações consecutivas a etapa de determinação de taxa muitas vezes determina a cinética. Em reações consecutivas de primeira ordem, uma aproximação de estado estacionário a lei de taxa. A energia de ativação para uma reação é determinada experimentalmente através da equação de Arrhenius e a equação de Eyring. Os principais fatores que influenciam a taxa de reação incluem: o estado físico dos reagentes, a concentração dos reagentes, a temperatura em que a reação ocorre, e se há ou não algum catalisador presente na reação.

## Fatores que influenciam na velocidade da reação

### Natureza dos reagentes
Dependendo de quais substâncias reagem, o tempo de tais reações varia, ou, mais detalhadamente, a rapidez ou velocidade com que se formam ou rompem as ligações dependem da natureza dos reagentes. Reações ácidas, a formação de sais, as troca iônica são reações rápidas.
Exemplos típicos de reações rápidas são as reações dos explosivos, muitas vezes ocorrendo inicialmente dentro da própria molécula de uma única substância. Outro exemplo de reações rápidas são as oxidações de metais nobres, que produzem óxidos extremamente resistentes e aderentes que impedem a continuidade da reação (passivação), como com o ouro ou o cromo, presente no aço inoxidável.
Quando a formação de ligações covalentes toma lugar entre as moléculas e quando moléculas grandes são formadas, as reações tendem a ser muito lentas. A natureza e força das ligações em moléculas  influencia grandemente a taxa de sua transformação em produtos. As reações que não envolvem menor rearranjo de ligações ocorrem mais rapidamente que as que envolvem maior arranjo de ligações, como se evidencia nas diferentes velocidades de formação de polímeros, como o polietileno (mais rápido) e o poliéster (mais lento).

### Temperatura
Com o aumento da temperatura, aumenta-se a energia cinética média das moléculas em um sistema e consequentemente o número de colisões efetivas entre elas. Alimentos na geladeira, como por exemplo leite, ovos, carnes e etc, demoram muito mais para estragar do que em uma temperatura ambiente. Isso porque as reações químicas feitas pelos microorganismos decompositores são retardados pelas baixas temperaturas.
Há uma regra, formulada no século XIX pelo holandês Jacobus Henricus van 't Hoff, que diz que um aumento de 10 graus Celsius na temperatura do sistema, o mesmo irá reagir duplicando a velocidade da reação. Hoje sabe-se que essa regra apresenta várias exceções, mas ela é muitas vezes útil para se fazerem previsões aproximadas do comportamento da velocidade de certas reações. Ela é conhecida como Regra de Van't Hoff.

### Estado físico
O estado físico (sólido, líquido, ou gasoso) de um reagente é também um importante fator da taxa de reação. Quando reagentes estão na mesma fase, como em solução aquosa, o movimento térmico os coloca rapidamente em contato. Entretanto, quando eles estão em diferentes fases, a reação é limitada a interface entre os reagentes. A reação somente pode ocorrer na área de contato, no caso de um líquido ou gás, na superfície de um líquido. Agitação vigorosa e/ou turbilhonamento podem ser necessários para conduzir a reação a realizar-se completamente. Isto significa que quanto mais finamente dividido um sólido ou líquido reagente é, a sua maior área de superfície, tornará mais rápida a reação (o que é analisado mais detalhadamente em Superfície de contato, abaixo). Em química orgânica existe a exceção que reações homogêneas (no mesmo meio e fase) podem ocorrer mais rapidamente que reações heterogêneas.

### Superfície de contato
Se numa reação atuam reagentes em distintas fases, o aumento da superfície de contato entre eles aumenta a velocidade das reações. Considerando, por exemplo, uma reação entre uma substância sólida e uma líquida, quanto mais reduzida a pó estiver a substância sólida, maior é a superfície de contacto entre as partículas de ambas as substâncias e portanto, maior é a possibilidade de essas partículas colidirem umas com as outras. Fazendo-se uma analogia, por exemplo, quando acende-se uma lareira, usa-se palha ou papel e destes acende-se as mais grossas porções de lenha.
Exemplos claros deste tipo de influência na velocidade de reações é o perigo que representa em silos de farinhas e grãos de cereais a combustão violenta, explosiva, de partículas finamente divididas com o ar. Um exemplo laboratorial que é apresentado sobre este fator é a reação do iodo "metálico", granulado, com o metal zinco. A reação se processa muito mais rapidamente com o zinco em pó que o zinco em lâmina, após o acréscimo de água sobre os reagentes.

### Presença de um catalisador
Os catalisadores aumentam a velocidade de uma reação química, mas não participam da formação dos produtos, sendo completamente regenerados no final. Atuam ao promover rotas de reação com menor energia de ativação. O catalisador acelera a reação, pois diminui a energia de ativação do sistema reacional, mas não participa da reação, ou seja, não ocorre nenhuma mudança nos produtos que serão obtidos a partir da reação, e o catalisador, ao final do processo, continua intacto.
A ação do catalisador é abaixar a energia de ativação, possibilitando um novo caminho, mais curto, para a reação. O abaixamento da energia de ativação é que determina o aumento da velocidade da reação.

### Presença de um inibidor
Os inibidores são substâncias que tem um papel oposto ao dos catalisadores, atua diminuindo a velocidade das reações por aumentar a energia de ativação necessária. Também é conhecido como veneno do catalisador, anticatalisador ou catalisador negativo.

### Concentração dos reagentes
As reações químicas resultam do choque eficaz entre os corpúsculos dos reagentes para se formarem os produtos da reação. Ao aumentar a concentração, aumenta-se o nº de corpúsculos e consequentemente a probabilidade dos choques eficazes, traduzindo-se isso em uma maior velocidade.

### Pressão
Um aumento de pressão em um sistema aumenta o número de colisões entre as moléculas que o compõe, o que possibilitará um maior número de colisões efetivas entre as partículas
Notar que a pressão só exerce influência significativa na taxa de reação quando houver ao menos uma substância gasosa como reagente.

## Ordem de reação
Consideremos uma reação química de primeira ordem na qual um composto A
reage dando origem a outros dois compostos B e C 
{\displaystyle \mathrm {A} \longrightarrow \mathrm {B} +\mathrm {C} }
Cada molécula do composto A tem uma determinada probabilidade de reagir por
unidade de tempo. Assim, o número de moléculas que reagem por unidade de tempo
é diretamente proporcional ao número de moléculas existentes, e a velocidade
da reação é diretamente proporcional à concentração [A] do composto A
(admitindo um volume constante). A medida que o composto reage, a sua
concentração diminui e a velocidade de reação também; em qualquer instante a
taxa de diminuição de [A] é diretamente proporcional a [A]
{\displaystyle {d[A] \over dt}=-k[A]}
Este tipo de reação designa-se de reação de primeira ordem.  A
equação anterior é a mesma equação obtida para o decaimento radioativo, já
que o mecanismo das reações de primeira ordem e do decaimento radioativo são
análogos, a nível atômico e nuclear.
Consideremos agora uma reação na qual dois reagentes A e B combinam-se
formando um composto C
{\displaystyle \mathrm {A} +\mathrm {B} \longrightarrow \mathrm {C} }
Cada molécula de A tem uma determinada probabilidade {\displaystyle c} de reagir com uma
molécula de B (por unidade de tempo); na presença {\displaystyle N_{\mathrm {B} }} moléculas do
composto B, a probabilidade de reagir que tem cada molécula de A é {\displaystyle cN_{\mathrm {B} }}. 
É claro que uma molécula terá maior probabilidade de
reagir com as moléculas vizinhas do que com outras moléculas afastadas, mas
vamos admitir que {\displaystyle c} é a probabilidade média e permanece constante. 
Assim o
número médio de reações por unidade de tempo é {\displaystyle cN_{\mathrm {A} }N_{\mathrm {B} }}, sendo {\displaystyle N_{\mathrm {A} }} e {\displaystyle N_{\mathrm {B} }} o número de moléculas de A e B existentes nesse instante; este será também o aumento do numero de
moléculas do composto C, {\displaystyle N_{\mathrm {C} }}, por unidade de tempo:
{\displaystyle {dN_{\mathrm {C} } \over dt}=cN_{\mathrm {A} }N_{\mathrm {B} }}
Em função das concentrações dos compostos A, B e C, a equação
diferencial obtida é
{\displaystyle {dx \over dt}=k(a-x)(b-x)}
onde {\displaystyle x} é a concentração do composto C e {\displaystyle a} e {\displaystyle b} as concentrações iniciais de A e de B. Este tipo de reações são de segunda ordem.

## Exemplo
[Problema de evaporação]
Uma esfera de naftaleno tem um raio inicial de {\displaystyle 1\;\mathrm {cm} } e depois de
três meses observa-se que o raio diminuiu até {\displaystyle 0,5\;\mathrm {cm} }. Calcule
quanto tempo tardará a esfera em evaporar-se completamente.
O volume da esfera sólida que se evapora em cada instante é
diretamente proporcional à área da superfície
{\displaystyle {dV \over dt}=-kA}
onde {\displaystyle V=4\pi r^{3}/3} é o volume da esfera, e {\displaystyle A=4\pi r^{2}} a área da sua superfície. Substituindo na equação diferencial, obtemos uma equação simples
para o raio da esfera
{\displaystyle {dr \over dt}=-k}
a sua solução mostra que o raio diminui linearmente e função do tempo:
{\displaystyle r=r_{0}-kt}
consequentemente, se o raio diminuiu a metade em três meses, tardará outros
três meses a em chegar a ser zero.